# پایشگاه پرندگان

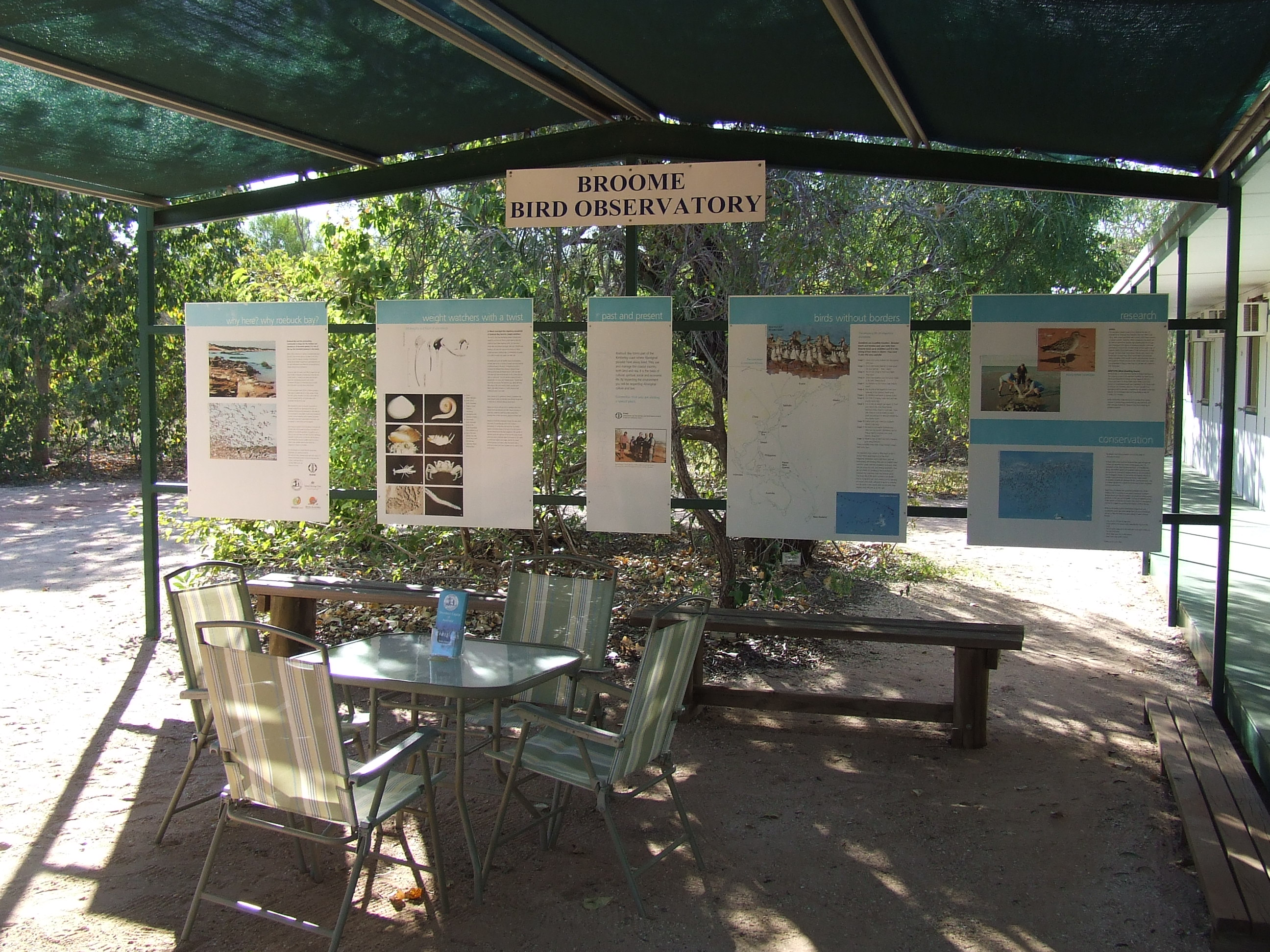
تابلوهای اطلاعات در پایشگاه پرندگان بروم، استرالیای غربی

پایشگاه پرندگان (به انگلیسی: Bird observatory) مرکزی برای مطالعه مهاجرت پرندگان و جمعیت پرندگان است. آنها معمولاً بر روی پرندگان محلی متمرکز هستند، اما ممکن است به مناطق دوردست نیز علاقه‌مند شوند. اکثر پایشگاه‌های پرندگان، عملیات کوچکی با کارکنان محدود، داوطلبان زیاد و وضعیت آموزشی غیرانتفاعی هستند. بسیاری از پایشگاه‌های پرندگان، حلقه‌گذاری پرندگان یا نواربندی پرندگان (اصطلاح در ایالات متحده) را انجام می‌دهند.